# 京阪宇治線

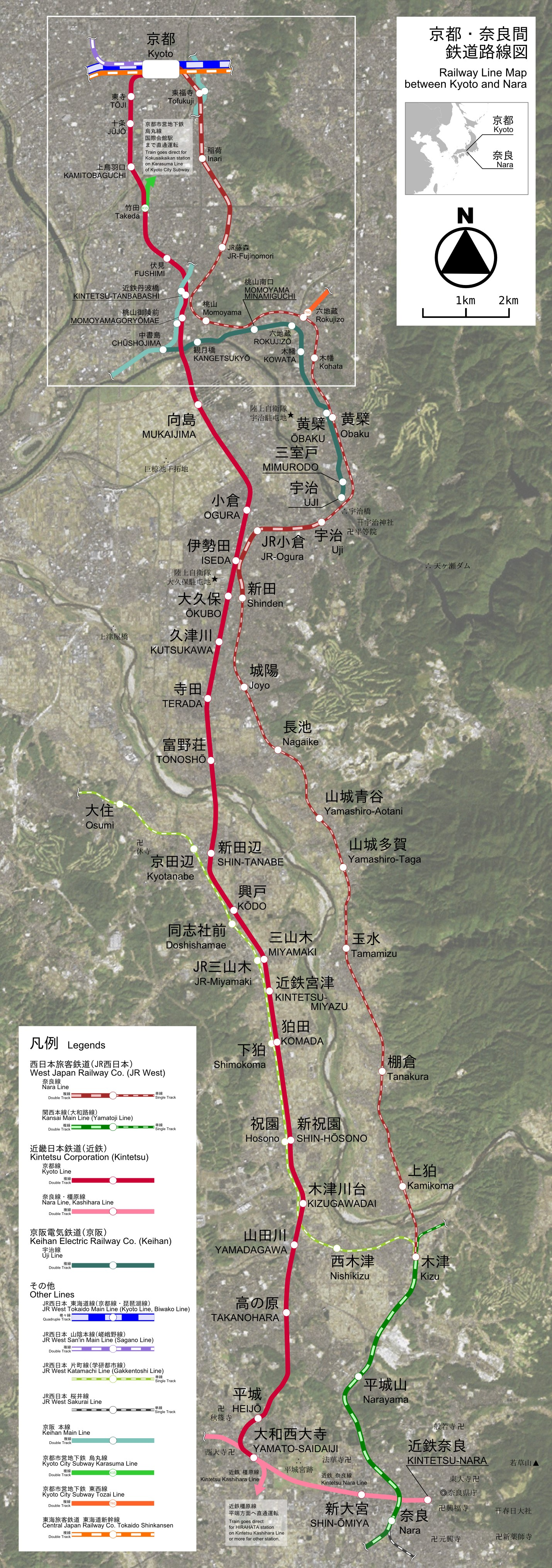
京都・奈良間鉄道路線図
(→SVG版)

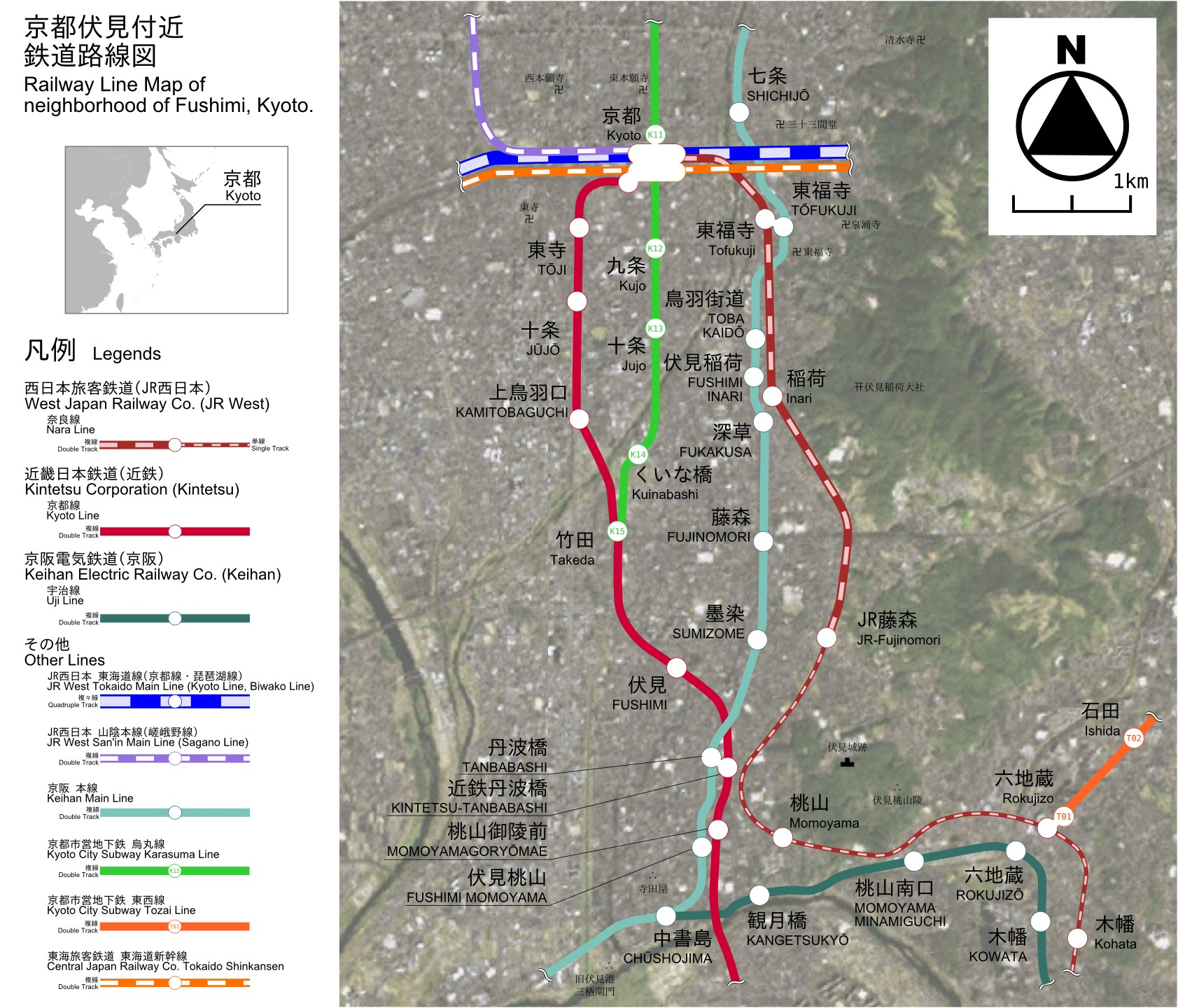
京都伏見付近拡大図

宇治線（うじせん）は、京都府京都市伏見区の中書島駅から京都府宇治市の宇治駅までを結ぶ京阪電気鉄道の鉄道路線である。
京都・大阪から宇治周辺の名所への行楽路線であり、また京都市伏見区・山科区南部や宇治市北部の宇治川右岸と京都市中心部や大阪方面を結ぶ通勤・通学路線でもある。六地蔵 - 宇治間が西日本旅客鉄道（JR西日本）の奈良線と並行している。

## 路線データ
- 路線距離（営業キロ）：7.6km
- 軌間：1435mm
- 駅数：8駅（起終点駅含む）
- 複線区間：全線
- 電化区間：全線電化（直流1500V）
- 閉塞方式：自動閉塞式
  - 閉塞信号機 22基
- 保安装置：K-ATS
- 踏切数：19か所（すべて第1種甲）、うち車が通行可能な17か所に踏切障害物検知装置が設置。
- 最高速度：80km/h[1]
- 最急曲線：半径200m（観月橋駅 - 桃山南口駅間・木幡駅 - 黄檗駅間）
- 最急勾配：30‰（黄檗駅 - 三室戸駅間）

## 運行形態
現行ダイヤでは、4両編成の普通列車が中書島駅 - 宇治駅間の線内折り返し運転を行っている。平日朝ラッシュ時は5 - 8分間隔、日中は10分間隔、正月ダイヤ実施期間の日中は12分間隔での運転である。朝ラッシュ時は5編成が、そのほかの時間は4編成が運用に入っている。中書島駅では京阪本線の特急や快速急行などとの接続が考慮されている。
かつては、多数の列車が京阪本線の三条方面と直通運転していたが、2000年7月1日のダイヤ改正でその大半が廃止された後（同時にこの改正で中書島駅に特急が終日停車するようになり、昼間時を中心に三条駅 - 宇治駅間の所要時分が直通列車より4 - 5分短縮された）、2003年9月5日までは平日午前中2本のみ残り、全線ラッシュ時は5 - 8分間隔で、昼間時間帯は15分間隔の運行であった。翌6日のダイヤ改正から三条方面の直通運転が廃止され、車両も5両編成と4両編成で運用されていたが、5両編成の宇治線定期運用は一時廃止された。2006年4月16日のダイヤ改正で土曜・休日の深夜に限り5両編成での定期運用が復活することになったが、2009年9月12日のダイヤ改正後は、平日、土曜・休日共に終日4両編成となっている。
2013年6月1日より宇治線全線でワンマン運転を実施している。京阪電鉄でのワンマン運転は、2002年11月30日開始の京津線、2003年10月4日開始の石山坂本線、2007年9月22日開始の交野線に次いで4例目である。宇治線では全駅に自動改札が導入されているため、乗車時はワンマン化前と同様自動券売機で乗車券を購入して自動改札を通り、列車も任意の扉から乗り降りする。またIC専用の自動券売機では乗車駅証明書も発行しており、それで自動改札を通った場合は降車駅で精算する。
その他、1947年4月1日から1968年12月19日まで丹波橋駅で京阪と奈良電気鉄道（奈良電。1963年10月1日以降は近鉄京都線）が接続して相互直通運転を行っており、宇治線の一部の電車が奈良電（近鉄京都線）の京都駅まで乗り入れていた。
方向板を車両正面に掲出していた頃、宇治発の三条行の方向板は大阪方面からの三条行と区別するため、「三」と「条」の間が開いたものを使用していた。

### 過去の列車種別

#### 急行
1965年4月21日から1989年9月26日までは平日のみ三条方面直通で急行も走っていた。当初は朝の宇治駅発のみの設定で、夕方の三条駅発の設定は1968年12月20日である。5両編成でラッシュ時に京阪本線を走ることで同線の混雑率が上がるため、まず1980年3月に同線の朝の急行の10分間隔化で朝の急行が廃止されて三条駅発の片道のみの運転となり、続いて1989年に夕方の急行も廃止（出町柳駅 - 淀駅・樟葉駅間の準急に立て替え）された。なお宇治線内は各駅停車だった。
ただし、1982年10月24日に、太陽が丘で宗教団体（団体名不明）による運動会を開催した際に、この1日限りで実施した臨時ダイヤ（同日限定で作成された宇治線列車運行図表による）では宇治線と京阪本線三条駅 - 中書島駅間で臨時列車を運転したが、宇治行き及び三条行き双方での宇治線直通の臨時急行も設定された。また、この日は宇治線内折返しの臨時普通列車も運転され、三条直通の定期列車と臨時急行および臨時普通とあわせて宇治線は最小約5分間隔で運転していた。

#### 臨時急行
1960年代には行楽シーズンに大阪側から6両編成の臨時列車が設定されていた（ただし六地蔵駅のホームは最大5両までしか停車できなかった）。だが、1995年6月17日の宇治駅移転で線路の有効長が短くなり、以後6両編成の宇治線への入線は不可能となっている。また、1998年から1999年までの行楽シーズンに大阪方面直通の臨時快速「宇治快速」が運転されることがあった（後述）。上記の急行とは停車駅が異なり、宇治線内でも急行運転を実施していた。停車駅は六地蔵駅のみであった。
臨時急行には列車愛称が付けられ、過去には「鵜飼号」、その後「鵜飼号」は「ライン号」に改称（改称時期不明）され、ライン号も後に「宇治川ライン 天ヶ瀬号」（こちらの改称時期も不明）となり、1976年まで天ヶ瀬ダムのイラスト入り副標識を掲げて運転していた。「宇治川ライン 天ヶ瀬号」は1977年より再度改称され「宇治号」となり、副標識のイラストも天ヶ瀬ダムから平等院に変更され、以後1986年の運転終了までの間は「宇治号」として運転していた。

#### 宇治快速
「宇治快速」は、京阪本線淀屋橋駅 - 宇治線宇治駅間に、淀屋橋駅→宇治駅間で2本、宇治駅→天満橋駅間で1本が運転された。1998年11月1日から1999年11月までの行楽シーズンの休日ダイヤ（当時は日曜日と祝日）のみ運行していた臨時列車である。列車種別は臨時列車とは言え、新たな種別名である「快速」を設定した。これは停車駅が特急並みであったことによる。なお、同社の快速は急行より上位の位置付けとなっており、当時の特急に対する快速急行に近似する位置付けであった。
運行期間は年間4シーズンあり、春休みは「宇治快速さくらSpecial」、ゴールデンウイークは「宇治快速わかばSpecial」、6月には「宇治快速あじさいSpecial」、秋のシーズンは「宇治快速もみじSpecial」と季節により列車名を変えていた。特記以外は「宇治快速」に統一して述べる。
この列車の設定理由は当時宇治地区が「源氏物語の街」として観光に力を入れていたこと、同年秋宇治線の宇治駅付近に「宇治市源氏物語ミュージアム」が完成したことによるものである。また、1996年に10haの敷地を擁する宇治市植物公園が開園し、1997年に京阪宇治交サービスの経営する地ビールレストラン「ガーデンズ天ヶ瀬」がオープン（営業不振のため2002年秋閉鎖）するなど新観光地が相次いで誕生しており、大阪方面から乗り換えなしで宇治地区への観光客を誘致する目的もあった。運行開始当初、「もみじSpecial」の運行に合わせて、秋の企画乗車券「もみじきっぷ」の一つとして「宇治フリーきっぷ」を設定した。列車内ではボランティアガイドによる観光案内放送や茶摘み娘によるPRもあり、「ガーデンズ天ヶ瀬」では「宇治市源氏物語ミュージアム」開館記念地ビール「源氏物語」を販売した。
前述のように、1986年までは行楽シーズンに淀屋橋駅 - 宇治駅間の臨時急行も運転されていたが、廃止されたので、京阪本線との直通列車は12年振りであった。なお、阪急電鉄の「嵯峨野エクスプレス」と違い、支線である宇治線内も急行運転された。ただし、宇治線内の通過駅では列車選別装置がないため、駅構内の踏切動作の関係上15km/h程度で通過していた。
「宇治快速」は1999年の「もみじSpecial」をもって運行を終了した。その後、2000年7月1日の京阪線ダイヤ改正で中書島が特急の終日停車駅となり、乗り換えが必要とは言え、従来の急行利用と比べて大阪方面への利便性が向上したこと（淀屋橋駅 - 宇治駅間は平均約20分も短縮され、所要時間も1時間を切った）もあって、以降は運行されていない。
当時の停車駅は、淀屋橋駅・北浜駅・天満橋駅・京橋駅・枚方市駅・中書島駅・六地蔵駅・三室戸駅（「宇治快速あじさいSpecial」のみ停車）・宇治駅で、1900系および、7200系が使用されていた。7200系は「宇治快速」運用のためだけに早朝の寝屋川車庫内で8両編成を5両編成に組み替え、運転終了後の夕方過ぎに再度8両編成に戻しており、7200系の特徴であるLED式車内案内表示器は全く使用されなかった。
1999年4月11日の「宇治快速さくらSpecial」には2600系を使用していたが、基本的には2600系は車外スピーカー未取り付けのため「宇治快速」では運用されなかった。
当時の車両には「快速」表示幕がなく、「臨時」表示幕を提示し、前面に「宇治快速」と「-Special」の合計2枚の表示板を用意して取り付けた。
2006年7月29日から運転されていた「きかんしゃトーマス」ラッピング電車のラストランである2007年1月21日には、臨時列車として宇治→天満橋間に10000系を使用した臨時特急が運転された。宇治線で特急列車が運転されるのはこれが初めてである。宇治線内では各駅に停車した。

#### 宇治・伏見おうじちゃまEXPRESS
2014年4月6日より5月6日までの土曜・休日に、宇治・伏見観光キャンペーンの一環として淀屋橋 - 宇治間に直通の臨時列車「宇治・伏見おうじちゃまEXPRESS」が運転され、久々に大阪側から宇治線への直通列車が運行された。停車駅は、淀屋橋駅・北浜駅・天満橋駅・京橋駅・中書島駅で、中書島駅から宇治線内は各駅に停車した。
2014年6月1日から6月29日までの土曜・休日に、三室戸寺のあじさいが見頃の時期に合わせて、「宇治・伏見おうじちゃまEXPRESS あじさいスペシャル」が運転された。今回は樟葉駅が停車駅に加わり、上り列車でこの列車の前に走行する急行（定期列車）を「宇治・伏見おうじちゃまEXPRESS連絡急行」として運転された。秋にも10月4日から11月30日までの土曜・休日に京阪本線で秋の特別ダイヤが実施され、これに合わせて「宇治・伏見おうじちゃまEXPRESS」が再度運行。ただし6月と同じ運行形態であった。

## 使用車両
2012年4月14日から13000系が当路線で運用を開始した。同年7月13日13000系第5編成の運用開始に伴い、2600系4両編成が宇治線の定期運用から一旦離脱したが、2013年3月から2600系の定期運用が復活した。ワンマン運転が開始された同年6月1日からはワンマン機能を持つ13000系と10000系のみで運行されていることが多いが、予備車として2600系4両編成の2623Fが入線することがあった。しかし、2014年3月の4両編成の13000系第6編成の導入により2600系は予備車としても入線しなくなり（定期運用を完全に離脱）、2623Fは2015年7月31日付けで廃車となった。
- 13000系（4両編成） - 2012年4月14日から運転を開始した車両。2016年以降はこの形式が専ら運用されることが多い。
- 10000系（4両編成） - ワンマン運転開始時より13000系と完全に共通運用となり、13000系を交野線でも運用させる代わりに宇治線でも定期運用されるようになった。
- 2600系（5両編成。臨時組成編成）
  - 宇治川花火大会の日など輸送力確保のための5両編成による臨時列車が運用される時に、7両編成を組んでいる0番台車が5両編成に短縮して入線することがある。なお、4両編成による定期運用は2012年夏までに一旦13000系に置き換えられたが2013年3月から2623F（4両編成）による定期運用が復活した。しかし、2014年3月の13006Fの導入により完全に運用離脱した。

以下は、現在も京阪に在籍していて過去に宇治線に営業車として入線経歴がある車両。いずれも7両以上に固定編成化されたため、宇治線への入線はほぼ不可能である。
- 7200系（5両編成。臨時組成編成）
  - 7201F・7202F（5両編成）。通常は入線しないが、試運転時や宇治川花火大会の日など輸送力確保のため5両編成が大量に使用される時、または車両運用の都合でも入る場合に、当時あった8両編成を5両編成に組み替えて入線することがあった。宇治快速やその折り返しの臨時回送でも5両編成で運用された。その後中間の電動車を抜いて、残りの車両も位置を組み替えて3M4Tの7両に固定編成化された。
- 2200系
  - 2210F（4両編成）。2200系の導入当初より運用の都合や行楽期の臨時急行「天ヶ瀬号」で運用されていたこともあった。1974年から1976年にかけて冷房改造に併せて2200系は95両が7両編成13本に固定編成化され中間に入った先頭車は運転台を簡易撤去されたが、残った4両編成1本が非冷房時代に引き続き宇治線に入線したことがある。1978年に2600系が導入されるまでは宇治線に乗り入れることができる唯一の冷房車だった。その後車体更新に併せて2629F（3両）と変則固定編成化され、現在は組成変更により2200系同士で回生ブレーキ車と発電ブレーキ車を混結した7両編成になっている。
- 5000系
  - 5552F（4両編成）。1980年2月の置石脱線事故で5554Fの3両が修復中、5002F+5552Fに分割して5002F3両+5554Fの大阪向きの4両で7連を組み、残った5552F4両編成が宇治線にも入線した。更新改造時に7両固定編成化された。
- 6000系
  - 4両編成。6001F - 6005Fが1983年3月の竣工時から同年12月の1500ボルト昇圧前まで、制御回路を改造し1両あたり4つのモーターを2つだけ使用して入線。6012Fは新造時、中間の付随車にモーターや制御機への配線を通して、1986年11月から1989年3月まで入線。
- 7000系
  - 7003Fのみ1989年の竣工時から1991年9月に中間車2両を増結されるまで4両編成で入線した。その後中間車1両を増結して7両に固定編成化された。

このほかに2代目3000系が試運転で、4両・5両編成に組み替えて入線したことがある。
以下は除籍分 
- 1900系
- 1800系（2代）
- 700系（2代） - 暫定編成のみ入線実績あり。

以下の4車種は1983年12月4日の架線電圧600ボルトから1500ボルトへの昇圧で廃車。
- 1800系（初代） - 元特急専用車。3扉ロングシート化して一般車に格下げ後に入線。
- 1700系 - 元初代特急専用車。3扉ロングシート化して一般車に格下げ後に入線。
- 1300系 - 運輸省の規格電車。
- 600系

## 歴史
宇治線の軌道敷設特許は1907年（明治40年）1月に宇治川電気軌道（株）が得ていたが、沿線には醍醐寺・黄檗山万福寺・三室戸寺、宇治には平等院などの名刹があり、この路線の特許を1910年11月に京阪電気鉄道が譲り受け、企業業績安定後に着工する計画だった。ところが、この路線の特許は軌間1067mm、架線もトロリーバスと同じ複線式、宇治駅の位置も国鉄宇治駅の北側だったため、様々な変更をして認可を受けた。
当時の計画では中書島から宇治川を渡り、宇治川の南側から宇治へ向かう第1案と、伏見桃山から現在の宇治線のルートとなる第2案が比較検討され、第1案で建設が計画されたが、この直後1912年7月30日に明治天皇が崩御し、御陵は「伏見桃山」と発表された。「大喪の儀」は9月13日から15日にかけて行われ9月18日から10月15日まで一般参拝も許されたが、桃山一帯は混雑をきわめ、宮内省は11月3日まで期間を延長し、期間中の参拝者は400万人にも及んだ。翌年7月30日には明治天皇御1年祭が予定されており、参拝者輸送のため宇治線の計画ルートを変更して建設が前倒しされ、「明治天皇御1年祭までに開通させる」として1912年のうちにほとんどの用地買収を終え、工事認可前から準備工事をはじめ、一部では土地収用も行われた。そして工事認可から、わずか4か月間の突貫工事で宇治線は開通した。
開業後は、1917年9月‐10月の「大正大洪水」、1934年9月の室戸台風、その翌年の6月と8月の京都水害（鴨川水害）、1953年9月の台風13号、1959年8月13日の豪雨、1961年9月の第2室戸台風、1965年9月の台風24号などでは宇治川・山科川の横を走る中書島駅 - 木幡駅間が浸水して不通になる水害多発地帯であったが、1960年代から始まった天ヶ瀬ダムの建設と宇治川・山科川の堤防かさ上げ強化、それに伴う六地蔵駅の移設、排水ポンプ場の設置などようやく水害対策が完了した。
1950年代後半から沿線に向島住宅・醍醐石田団地・小栗栖団地などが造られるなど宅地化が本格化、列車増発のために六地蔵駅側に変電所が造られ、1965年には通勤客輸送のため朝に宇治から京都三条へ急行が設定されるなど観光路線から通勤路線へと変遷する。また1984年に並行して走るJR奈良線が電化され、1992年に六地蔵駅が建設されるのに対抗して、1993年1月に特急を中書島駅に朝のラッシュ時の淀屋橋行き6本を停車させて大阪方面へのアクセスが強化され、2000年からは同駅が終日特急停車駅に格上げされた。それに併せて宇治駅 - 三条駅間を直通する列車が削減され、ほぼすべて宇治線内のみの運転となり、2003年には三条直通列車は廃止された。
2011年5月、中書島・六地蔵・宇治の3駅を除く各駅は「他駅サポートシステム」により早朝、深夜を中心に駅係員が無配置化された。また、2013年6月1日より列車の運行はワンマン化されるなど省力化がすすんでいる。

### 年表
- 1910年（明治43年）11月22日：京阪電気鉄道が宇治川電気軌道より路線特許を8,000円で買収。
- 1912年（大正元年）9月：用地買収開始。
- 1913年（大正2年）
  - 1月19日：宇治線の工事敷設の認可が下りる。
  - 6月1日：中書島駅 - 宇治駅間が開業。
- 1914年（大正3年）9月13日：貨物輸送開始[15]。
- 1917年（大正6年）
  - 2月1日：三室戸駅が開業。
  - 9月26日 - 10月1日：「大正大洪水」により宇治川・山科川で堤防決壊し、中書島駅 - 六地蔵駅間で浸水[16]。
- 1918年（大正7年）6月5日：三室戸駅が休止。
- 1921年（大正10年）：この年までに三室戸駅の営業再開。
- 1926年（大正15年）：黄檗山駅を黄檗駅に改称。
- 1929年（昭和4年）5月31日：観月橋付近の併用軌道 0.110km が宇治川の堤防改修に併せて専用軌道化[17]。
- 1934年（昭和9年）9月21日：室戸台風が来襲、停電と浸水で全線不通。同月27日運転再開[18]。
- 1935年（昭和10年）
  - 6月29日：山科川が氾濫で浸水、全線不通。7月1日運転再開[18]。
  - 8月11日：宇治川が氾濫して浸水、全線不通。8月13日運転再開[18]。
- 1943年（昭和18年）
  - 10月1日：会社合併により京阪神急行電鉄（阪急電鉄）の路線となる。
  - 11月1日：三室戸駅が廃止。
- 1945年（昭和20年）
  - 9月15日：観月橋駅・御陵前駅休止。
  - 11月8日：観月橋駅の営業再開。
- 1946年（昭和21年）2月15日：御陵前駅の営業再開。
- 1947年（昭和22年）4月1日：三室戸駅が再開業。
- 1949年（昭和24年）
  - 7月29日：豪雨のため観月橋駅 - 御陵前駅間で浸水、道床流失して全線不通[19]。
  - 11月25日：御陵前駅を桃山南口駅に改称。
  - 12月1日：会社分離により京阪電気鉄道宇治線となる。
- 1953年（昭和28年）9月25日：台風13号により被災し、宇治川から山科川へ逆流した水で桃山南口駅 - 六地蔵駅間が浸水、10月1日仮復旧・運行再開[20]。
- 1957年（昭和32年）
  - 2月21日：六地蔵変電所（水銀整流器1500kW）が新設される[注釈 2][22]。
  - 4月21日：3両編成の運用開始[23]
- 1959年（昭和34年）8月13日：前線性豪雨で山科川が破堤、観月橋駅から六地蔵駅・木幡駅と周辺が浸水、宇治線は15日以降に運転再開[注釈 3][25]。
- 1961年（昭和36年）9月16日： 第2室戸台風により16時30分より全線運転停止、翌17日午後9時より運転再開[26]。
- 1965年（昭和40年）
  - 4月21日：ダイヤ改正。朝のラッシュ時に宇治発三条行急行を新設。
  - 9月17日：台風24号で六地蔵駅・木幡駅周辺が浸水[注釈 4]。
- 1966年（昭和41年）3月20日：山科川堤防嵩上げ工事に併せて橋梁架け替え、六地蔵駅付近が線路移設し六地蔵駅も堤防上に移設[28]。
- 1967年（昭和42年）
  - 10月1日：日曜祝日に淀屋橋-宇治間の5連の直通急行運行開始[29]。
  - 12月11日：全列車を4両編成化[30]。
- 1968年（昭和43年）
  - 1月29日：ATS使用開始[31]。
  - 12月20日：ダイヤ改正。夕方混雑時に三条発宇治行急行を新設[32]。
- 1978年（昭和53年）3月10日：全線を軌道法に基づく軌道から地方鉄道法に基づく鉄道に変更。
- 1980年（昭和55年）3月23日：ダイヤ改正。土曜ダイヤ導入と朝のラッシュ時の三条行急行が廃止。
- 1982年（昭和57年）：3月末までに、すべての駅に点字ブロックが設置される。
- 1983年（昭和58年）12月4日：架線電圧を600Vから1500Vに昇圧[33]。
- 1989年（平成元年）9月27日：ダイヤ改正。夕方ラッシュ時の三条発宇治行急行が廃止。
- 1995年（平成7年）6月17日：宇治駅が移転し、0.2km短縮[34]。これにより一部の駅間で運賃改定[34]。
- 1997年（平成9年）
  - 7月11日：大戦川橋梁（三室戸駅 - 黄檗駅間）中書島行線路架け替え。
  - 7月25日：大戦川橋梁宇治行線路架け替え。
- 2000年（平成12年）7月1日：三条駅直通列車が平日朝の三条行の2本のみになる。
- 2003年（平成15年）9月6日：三条駅直通列車を廃止。
- 2004年（平成16年）8月1日：PiTaPa導入。
- 2010年（平成22年）9月1日：六地蔵駅に車イス対応エレベーターと多目的トイレ設置、宇治線の駅のバリアフリー化が完了。
- 2011年（平成23年）5月2日：観月橋駅・桃山南口駅・木幡駅・黄檗駅・三室戸駅が早朝・深夜時間帯に駅係員無配置となる。
- 2012年 (平成24年) 8月14日 : 豪雨で三室戸駅などが冠水して一時運行停止[35]。
- 2013年（平成25年）6月1日：ワンマン運転を開始[3][14]。宇治線開業100周年を記念して特製ヘッドマークをつけた13000系が1か月間運行[36]。
- 2014年（平成26年）2月21日：新茶屋踏切道（黄檗駅-三室戸駅間・中書島より約6.2km）の拡幅工事が完了、併せて踏切閃光灯を全方向型踏切閃光灯に更新[37]。
- 2017年（平成29年）2月4日：全線でK-ATSを使用開始[38][39]。
- 2018年（平成30年）
  - 6月18日 : 大阪府北部地震発生、安全確認のため一時運行停止 [35]。
  - 9月4日 : 台風21号の接近に伴い計画運休を初めて実施 [35]。
  - 9月30日 : 台風24号の接近に伴い2度目の計画運休を実施 [35]。
- 2019年（平成31年）2月 : 黄檗駅下りホーム中書島寄りのカーブ部分に列車停止時のホームと車体の間の隙間からの転落事故防止のために櫛状ゴムを取り付け[40]。
- 2020年（令和2年）1月26日：すべての踏切に踏切支障報知装置（非常ボタン）の設置が完了[41]。

## 駅一覧
- 駅番号は2014年4月1日に導入[42]。
- 全駅京都府内に所在。
- 普通列車のみ運転、全列車が全駅に停車。

| 駅番号 | 駅名       | 駅間キロ | 営業キロ | 接続路線                                                       | 所在地        |
| ------ | ---------- | -------- | -------- | -------------------------------------------------------------- | ------------- |
| KH28   | 中書島駅   | -        | 0.0      | 京阪電気鉄道： 京阪本線                                        | 京都市 伏見区 |
| KH71   | 観月橋駅   | 0.7      | 0.7      |                                                                | 京都市 伏見区 |
| KH72   | 桃山南口駅 | 1.6      | 2.3      |                                                                | 京都市 伏見区 |
| KH73   | 六地蔵駅   | 0.8      | 3.1      | 京都市営地下鉄： 東西線 (T01) 西日本旅客鉄道： 奈良線 (JR-D06) | 京都市 伏見区 |
| KH74   | 木幡駅     | 0.8      | 3.9      |                                                                | 宇治市        |
| KH75   | 黄檗駅     | 1.5      | 5.4      |                                                                | 宇治市        |
| KH76   | 三室戸駅   | 1.8      | 7.2      |                                                                | 宇治市        |
| KH77   | 宇治駅     | 0.4      | 7.6      |                                                                | 宇治市        |

六地蔵駅と黄檗駅で乗り換えの放送はない。また、路線図にも（黄檗駅の場合は）乗換駅と正式には書かれていない。
中書島駅では、京阪本線との誤乗を防ぐ（同一ホーム反対側に京阪本線下り用の2番線がある）ために宇治線ホームでは発車案内放送を「3番線・各駅停車の扉が閉まります」ではなく「3番線・宇治行の扉が閉まります」としている（枚方市駅でも発車案内放送は京阪本線と交野線で区別されているほか、京橋駅と天満橋駅でも似た措置がとられている）。なお、以上の言い回しは2007年6月16日以降の放送のもの。2007年6月15日以前は「3番線の宇治行きが発車します」であった。
2013年6月1日より電車の運行がワンマン化され、閑散時間帯の観月橋駅・桃山南口駅・木幡駅・黄檗駅・三室戸駅は他駅サポートシステムにより無人化されたが、各駅のプラットホームには緊急時通報装置の設置、運転士が安全確認するための鏡やモニターカメラの設置や増設、急カーブ上にある黄檗駅にはホームと電車の間から旅客が転落したことを検知する転落検知装置が設置されるなど安全対策が整えられている。

### 他駅サポートシステム
「自律分散式列車運行管理システム（ADEC、アデック）」の光ファイバー情報ネットワークシステムを利用し、アデック連動駅の宇治駅・中書島駅から各駅の旅客に対して駅員が改札口にいなくてもIPカメラ・IPインターホンを使い遠隔対応し、駅出入口のシャッター・空調・照明などの駅設備の操作監視を可能とする「他駅サポートシステム」を導入している。

### バリアフリー対策
宇治線のすべての駅に視覚障害者用点字運賃表と誘導用の黄色の点字ブロック、車椅子対応のエレベーター（宇治駅・六地蔵駅・中書島駅）またはスロープ（観月橋駅・桃山南口駅・木幡駅・黄檗駅・三室戸駅）を備え、電車とホームの間を渡す折りたたみ式の渡し板も各駅に配備されている。
駅のトイレには手すりや、オムツ交換台が設けられている。また車椅子に対応し、オストメイト対応設備も備えたバリアフリー対策済みの多目的トイレが設置されている。宇治駅にはAEDも配置されている。

### 駅の無人化の実施
2021年4月までに、中書島駅、六地蔵駅、宇治駅を除き終日無人駅となった。

## その他
- 宇治線を舞台にした小説・コミック・アニメ
  - 小説・アニメ『響け! ユーフォニアム』（京都アニメーション制作）
主人公らが宇治線を通学に使用する描写があり、アニメ化に際して京阪電鉄も製作に協力、タイアップ企画も実施した。なお、2019年7月には当線の桃山南口 - 六地蔵間の沿線で京都アニメーション放火殺人事件が発生し、同月から開催予定のタイアップ企画が11月に延期されるといった影響があった[46][47][48]。
  - 小説『十津川警部 犯人は京阪宇治線に乗った』（西村京太郎著、2013年）
- 地名や駅名としての「宇治」のアクセントは一般的に「宇」の方につくが、当路線の乗換案内放送及び車内放送での「宇治線」のアクセントは「治」の方についている。ただし、宇治線車内放送でも「宇治駅」の場合は「宇」の方につく。